# امیل بوری
امیل بوری (آلمانی: Emil Burri؛ ۱۱ دسامبر ۱۹۰۲ – ۲۹ اوت ۱۹۶۶) فیلم‌نامه‌نویس اهل آلمان بود.
وی فیلم‌نامه‌نویس فیلم‌هایی همچون جزیره و اورینت اکسپرس بوده‌است.